# Bairoil, Wyoming
Bairoil, Wyoming (енгл. Bairoil) град је у америчкој савезној држави Вајоминг.

## Демографија
По попису из 2010. године број становника је 106, што је 9 (9,3%) становника више него 2000. године.
| Група             | 2000.      | 2010.      |
| Белци             | 93 (95,9%) | 80 (75,5%) |
| Афроамериканци    | 0 (0,0%)   | 0 (0,0%)   |
| Азијати           | 0 (0,0%)   | 3 (2,8%)   |
| Хиспаноамериканци | 4 (4,1%)   | 23 (21,7%) |
| Укупно            | 97         | 106        |